# تیر ۱۳۸۶

## یک‌شنبه: ‎۳۱ تیر۱۳۸۶(۲۲ ژوئیه۲۰۰۷)
- تیم ملی فوتبال ایران حذف شد

تیم ملی فوتبال ایران با قبول شکست دربرابر تیم ملی فوتبال کره جنوبی در ضربات پنالتی با چهاردهمین دوره جام ملت‌های آسیا وداع کرد.رادیو زمانه
- ۱۶ نفر در ایران اعدام شدند

در ایران، به حکم دادگاه انقلاب، ۱۶ نفر تحت عنوان متجازین به عنف، اراذل و اوباش، قاتلین و زورگیران و مخلان امنیت اجتماع در روز یک‌شنبه ۲۲ ژوئیه اعدام شدند. بی‌بی‌سی فارسی، رادیو فردا
- مرگ مسافران لهستانی

تصادف اتوبوس مسافران لهستانی در کوه‌های آلپ فرانسه به کشته‌شدن ۲۶ نفر از آنان انجامید. سی‌ان‌ان
- تلفات سیل در چین

سیل در جنوب چین به کشته‌شدن بیش از صد نفر و بی‌خانمان‌شدن هزاران نفر منجر شد. سی‌ان‌ان بایگانی‌شده  در ۱۰ اوت ۲۰۰۷ توسط Wayback Machine

## شنبه: ‎۳۰ تیر۱۳۸۶(۲۱ ژوئیه۲۰۰۷)
- پخش جهانی آخرین کتاب هری پاتر

جلد آخر کتاب هری پاتر، با نام هری پاتر و قدیسان مرگبار، در ۰۰:۰۱ به وقت محلی کشورهای مختلف جهان در کتاب‌فروشی‌ها ارائه شد. سی‌ان‌ان بایگانی‌شده  در ۹ اوت ۲۰۰۷ توسط Wayback Machine

## جمعه: ‎۲۹ تیر۱۳۸۶(۲۰ ژوئیه۲۰۰۷)
- آزادی اسیران فلسطینی

بیش از ۲۵۰ نفر از زندانیان فلسطینی بر اساس توافق دولت اسرائیل با سازمان آزادی‌بخش فلسطین در رام‌الله آزاد شدند. بی‌بی‌سی
- گروگان‌گیری طالبان

نیروهای طالبان ۲۳ شهروند کره جنوبی را در منطقهٔ قره‌باغ غزنین به گروگان گرفتند. رویترز

## پنج‌شنبه: ‎۲۸ تیر۱۳۸۶(۱۹ ژوئیه۲۰۰۷)
- انفجار لوله بخار آب در نیویورک

در حادثه انفجار لوله انتقال آب گرم (بخار آب) در منهتن نیویورک، یک نفر کشته و ۲۶ نفر زخمی شدند.سی‌ان‌ان
- ریزش ساختمان در بمبئی

بر اثر ریزش ساختمانی در بمبئی دستکم ۲۲ نفر کشته شدند. گاردین

## چهارشنبه: ‎۲۷ تیر۱۳۸۶(۱۸ ژوئیه۲۰۰۷)
- اختلال در سرویس‌دهنده پرشین بلاگ

سرویس دهنده وبلاگ «پرشین‌بلاگ» دچار اختلال شد. به‌نظر می‌رسد که این اختلال به دلیل حملهٔ هکرها بوده‌است. ایتنا، پرشین بلاگ
- سیل در هندوستان

سیلاب در جنوب هند منجر به کشته‌شدن ۲۲ نفر و بی‌خانمان‌شدن هزاران نفر از ساکنان منطقه شد. سی‌ان‌ان بایگانی‌شده  در ۱۳ اوت ۲۰۰۷ توسط Wayback Machine
- حمله به سربازان پاکستانی

در حمله نیروهای منتسب به طالبان و القاعده به سربازان پاکستانی در شمال غربی پاکستان دستکم ۱۶ سرباز کشته شد. سی‌ان‌ان
- تأیید بسته‌شدن تسهیلات هسته‌ای کره شمالی

بازرسان سازمان ملل متحد بسته‌شدن تمامی ۵ مرکز بزرگ هسته‌ای کره شمالی را تأیید کردند. رویترز، سی‌ان‌ان
- اعترافات کیان تاجبخش، هاله اسفندیاری و رامین جهانبگلو

روز ۲۷ تیر ۱۳۸۶ فیلم اعترافات کیان تاجبخش، هاله اسفندیاری و رامین جهانبگلو از شبکه یک صدا و سیمای جمهوری اسلامی ایران پخش شد.خبرگزاری فارس بایگانی‌شده  در ۲۹ سپتامبر ۲۰۰۷ توسط Wayback Machine

## سه‌شنبه: ‎۲۶ تیر۱۳۸۶(۱۷ ژوئیه۲۰۰۷)
- سانحهٔ هوایی در سائو پائولو

یک فروند ایرباس آ-۳۲۰ شرکت TAM پس از فرود در فرودگاه کونگونیاس شهر سائوپائولو در کشور برزیل، به علت بارش شدید باران و لغزنده بودن باند فرود، از باند خارج شده و با یک ساختمان برخورد کرد. تمام سرنشینان هواپیما (۱۸۶ نفر) در این سانحه کشته شدند. بی‌بی‌سی فارسی، سی‌ان‌ان بایگانی‌شده  در ۱۴ اوت ۲۰۰۷ توسط Wayback Machine، بی‌بی‌سی
- لغو حکم اعدام متهمان به تزریق خون آلوده در لیبی

بلندپایه‌ترین نهاد قضایی لیبی حکم اعدام پنج پرستار بلغاری و یک پزشک فلسطینی که به تزریق خون آلوده به اچ‌آی‌وی به کودکان در این کشور متهم بودند را لغو کرد و آن را به حبس ابد تخفیف داد. بی‌بی‌سی فارسی
- ترور در لباس ارتش

۲۹ نفر در حمله شورشیان ملبس به اونیفرم ارتش عراق در نزدیکی بغداد کشته شدند. سی‌ان‌ان
- نیروگاه اتمی ژاپنی به دلیل زلزله بسته شد

نگرانی از نشت مواد رادیواکتیو از یک نیروگاه هسته‌ای واقع در شهر زلزله‌زده کاشیوازاکی در مرکز ژاپن باعث تعطیل موقت این نیروگاه شد. بی‌بی‌سی فارسی

## دوشنبه: ‎۲۵ تیر۱۳۸۶(۱۶ ژوئیه۲۰۰۷)
- زلزله در ژاپن

وقوع زلزله به قدرت ۶، ۸ درجه در مقیاس ریشتر در مرکز ژاپن، دست کم هفت کشته به جای گذاشت. بی‌بی‌سی فارسی، سی‌ان‌ان
- انفجار در کرکوک

بر اثر انفجار دو بمب در کرکوک دستکم ۸۵ نفر کشته شدند. سی‌ان‌ان بایگانی‌شده  در ۱۵ اوت ۲۰۰۷ توسط Wayback Machine، رادیو استرالیا، بی‌بی‌سی

## یک‌شنبه: ‎۲۴ تیر۱۳۸۶(۱۵ ژوئیه۲۰۰۷)
- رئیس المپیاد جهانی فیزیک در اصفهان درگذشت

والدمار گورژوفسکی، رئیس المپیاد جهانی فیزیک در اصفهان درگذشت. علت مرگ وی ایست قلبی اعلام شده. ایرنا

## شنبه: ‎۲۳ تیر۱۳۸۶(۱۴ ژوئیه۲۰۰۷)
- محرومیت یک جلسه‌ای امیر قلعه نویی

امیر قلعه نویی در اولین مسابقه ایران در جام ملت‌های ۲۰۰۷ برابر ازبکستان، به دلیل پرتاب بطری آب به سوی داور چهارم، از سوی کمیته انضباطی کنفدراسیون، یک جلسه از همراهی ایران محروم شد تا نتواند در دیدار با چین روی نیمکت بنشیند. خبرگزاری فارس
- حذف میزبان جام ملت‌های آسیا

مالزی در مقابل تیم ازبکستان ۵ بر صفر شکست خورد. مالزی که یکی از چهار میزبان جام ملت‌های آسیا است، دومین حذف‌شده لقب گرفت. خبرگزاری فارس
- ویران‌شدن پناهگاه فلسطینیان

ارتش لبنان در ادامه جنگ با نیروهای نظامی القاعده، کمپ پناگاه فلسطینیان در نهرالبارد را درهم‌کوبید. رویترز
- آغاز سی و هشتمین دوره المپیاد جهانی فیزیک در اصفهان

سی و هشتمین المپیاد جهانی فیزیک با حضور حداد عادل در دانشگاه صنعتی اصفهان گشایش یافت. خبرگزاری مهر

## جمعه: ‎۲۲ تیر۱۳۸۶(۱۳ ژوئیه۲۰۰۷)
- بازرسان برای اعتمادسازی و اطمینان از ساخت رآکتور به اراک می‌روند

نماینده دائم ایران در آژانس بین‌المللی انرژی اتمی در گفت‌وگو با ایسنا خبر داد که ایران به بازرسان آژانس اجازه داده‌است تا برای اعتمادسازی و اطمینان یافتن از ادامه فعالیت‌های ساخت‌وساز رآکتور اراک از این پروژه به زودی بازدید کنند.ایسنا

## پنج‌شنبه: ‎۲۱ تیر۱۳۸۶(۱۲ ژوئیه۲۰۰۷)
- مذاکرات ایران و آژانس (انرژی هسته‌ای) ادامه می‌یابد

معاون بین‌الملل شورای عالی امنیت ملی گفت: مذاکرات راجع به بخش بعدی مدالیته یعنی طراحی و تدوین چارچوبی برای نحوه حل و فصل مسایل باقی‌مانده در موضوع هسته‌ای ایران با آژانس ادامه خواهد داشت. خبرگزاری فارس

## چهارشنبه: ‎۲۰ تیر۱۳۸۶(۱۱ ژوئیه۲۰۰۷)
- تونی بلر با نمایندگان کمیته چهارجانبه دیدار کرد

تونی بلر نخست‌وزیر سابق انگلیس که به عنوان نماینده کمیته چهارجانبه در امور خاورمیانه تعیین شده‌است، برای اولین بار با اعضای این کمیته دیدار کرد.خبرگزاری مهر
- حمله به ملوانان فیلیپینی

شورشیان مسلمان در جنوب فیلیپین ۱۴ ملوان فیلیپینی را کشتند. سر ۱۰ نفر از این ملوانان بریده شده‌است. بی‌بی‌سی
- فعال‌شدن آتشفشان در اندونزی

پس از فعال‌شدن آتشفشان گامکونورا، هزاران سکنهٔ منطقه در اندونزی مجبور به ترک خانه‌های خود شدند. سی‌ان‌ان
- پاکسازی مسجد لعل

به گفتهٔ سخنگوی ارتش پاکستان، با کشته‌شدن دستکم ۵۰ نفر و دستگیری بیش از ۷۰ طلبه در مسجد لعل، این مکان به‌طور کامل از شورشیان پاکسازی شد. سی‌ان‌ان بایگانی‌شده  در ۹ اوت ۲۰۰۷ توسط Wayback Machine، بی‌بی‌سی

## سه‌شنبه: ‎۱۹ تیر۱۳۸۶(۱۰ ژوئیه۲۰۰۷)
- پایان محاصرهٔ مسجد لعل

محاصرهٔ هفت روزهٔ مسجد لعل، با حملهٔ نیروهای پاکستانی به این مسجد و کشته‌شدن ۵۰ طلبه و ۸ سرباز به پایان رسید. رویترز
عبدالرشید قاضی یکی از رهبران شورشیان مسجد لعل در این درگیری‌ها کشته شد. سی‌ان‌ان
- تأیید سنگسار یک مرد در ایران

سخنگوی قوه قضائیه ایران امروز اعلام کرده که حکم سنگسار در مورد مردی در شهرستان تاکستان اجرا شده‌است. بی‌بی‌سی فارسی

## دوشنبه: ‎۱۸ تیر۱۳۸۶(۹ ژوئیه۲۰۰۷)
- حمله به کارگران چینی

سه کارگر چینی  در پیشاور پاکستان به قتل رسیدند. بی‌بی‌سی

## یک‌شنبه: ‎۱۷ تیر۱۳۸۶(۸ ژوئیه۲۰۰۷)
- بازداشت دستیاران نزدیک رهبر طالبان در پاکستان

بنا بر گزارش‌ها، چندین نفر از دستیاران نزدیک ملا عمر (در تصویر)، رهبر گروه طالبان در پاکستان بازداشت شده‌اند. بی‌بی‌سی فارسی
- نبرد در سری‌لانکا

در نبردی دریایی بین ارتش سری‌لانکا و شورشیان ببرهای تامیل دستکم ۲۸ نفر کشته شدند. سی‌ان‌ان
- پیروزی دوباره فدرر بر نادال

راجر فدرر با پیروزی بر رافائل نادال توانست برای پنجمین بار متوالی گرنداسلم ویمبلدون را فتح کند. بی‌بی‌سی

## شنبه: ‎۱۶ تیر۱۳۸۶(۷ ژوئیه۲۰۰۷)
- انفجار در شمال عراق ۱۰۵ کشته بر جای گذاشت

پلیس عراق اعلام کرد که حداقل ۱۰۵ نفر بر اثر انفجار کامیون انتحاری در یک بازار در شمال عراق کشته شده‌اند.بی‌بی‌سی فارسی
- چهاردهمین دوره جام ملت‌های آسیا آغاز شد

چهاردهمین دوره مسابقات فوتبال جام ملت‌های آسیا روز شنبه با دیدار تیم‌های تایلند و عراق آغاز شد.بی‌بی‌سی فارسی

## جمعه: ‎۱۵ تیر۱۳۸۶(۶ ژوئیه۲۰۰۷)
- سربازان گرجی در مرز ایران

کشور گرجستان که در عملیات نظامی در عراق با آمریکا مشارکت دارد قرار است شمار نظامیان خود در این کشور را ظرف شش ماه آینده از ۶۵۰ نفر به دوهزار نفر برساند، این میزان نیرو مأمور حفاظت از مرزهای مشترک ایران و عراق خواهند بود. بی‌بی‌سی فارسی

## پنج‌شنبه: ‎۱۴ تیر۱۳۸۶(۵ ژوئیه۲۰۰۷)
- حسین کعبی به باشگاه لسترسیتی انگلستان پیوست

حسین کعبی، بازیکن تیم ملی فوتبال ایران و باشگاه پرسپولیس، به باشگاه دسته اولی لسترسیتی انگلستان پیوست. بی‌بی‌سی فارسی
- یادبود دکتر محمد معین، پدیدآورنده لغتنامه معین

سیزدهم تیرماه مصادف بود با سی و ششمین سالگرد درگذشت دکتر محمد معین استاد ادبیات و پدیدآورنده لغتنامه معین، به همین مناسبت مجله بخارا شبی را به وی اختصاص داد. بی‌بی‌سی فارسی
- متروی لندن از خط خارج شد

یکی از قطارهایی مترو لندن که در ساعت پر رفت و آمد در حال جابجا کردن مسافران بود، از خط خارج شد. خبرگزاری فارس

## چهارشنبه: ‎۱۳ تیر۱۳۸۶(۴ ژوئیه۲۰۰۷)
- کارمندان فلسطینی حقوق گرفتند

هزاران تن از کارکنان بخش دولتی در مناطق فلسطینی برای نخستین بار طی ۱۶ ماه اخیر، حقوق کامل دریافت کرده‌اند. بی‌بی‌سی فارسی
- حضور سازمان ملل در افغانستان دو برابر می‌شود

دبیرکل سازمان ملل متحد (بان کی مون) گفت به زودی حضور این سازمان در افغانستان، دو برابر می‌شود. بی‌بی‌سی فارسی
- پایان گروگان‌گیری سه‌ماهه

آلن جانستون، خبرنگار انگلیسی بی‌بی‌سی، پس از ۱۱۴ روز به وسیله گروگان‌گیران در غزه آزاد شد. بی‌بی‌سی

## سه‌شنبه: ‎۱۲ تیر۱۳۸۶(۳ ژوئیه۲۰۰۷)
- روزنامه هم میهن توقیف شد

روزنامه هم میهن به مدیر مسئولی غلامحسین کرباسچی پس از ۴۳ شماره انتشار، به علت ناقص بودن مراحل دادرسی قبلی توقیف شد.روزنا، بی‌بی‌سی فارسی
- ساخت نیروگاه بوشهر تا دو ماه دیگر پایان می‌یابد

گزارش‌های خبری رسانه‌های روسی به نقل از یکی از مقامات هسته‌ای ایران حاکی است که ساخت نیروگاه اتمی بوشهر در ماه سپتامبر (شهریور) به اتمام خواهد رسید و تهران امیدوار است اندکی بعد، کار آن آغاز شود.خبرگزاری فارس
- وزیر دفاع ژاپن استعفا کرد

فومیو کیوما وزیر دفاع ژاپن امروز از سمت خود کناره‌گیری کرد.خبرگزاری فارس
- جرج بوش در مجازات لوئیز لیبی تخفیف داد

جرج بوش در مجازات ۳۰ ماه زندان لوئیز لیبی (در تصویر) یکی از معاونان سابق دیک چنی در کاخ سفید که به جرم دروغ‌گویی گناهکار شناخته شده بود، تخفیف داد.خبرگزاری فارس

## دوشنبه: ‎۱۱ تیر۱۳۸۶(۲ ژوئیه۲۰۰۷)
- غلامحسین الهام رئیس ستاد مبارزه با قاچاق کالا و ارز شد

محمود احمدی‌نژاد رئیس جمهور ایران، در حکمی غلامحسین الهام را با حفظ سمت به‌عنوان رئیس ستاد مبارزه با قاچاق کالا و ارز منصوب کرد. ایرنا
- اتهام ارتش آمریکا به ایران

ارتش آمریکا نیروهای ایران و حزب‌الله لبنان را به دست‌داشتن در حمله‌ای در کربلا که به مرگ ۵ سرباز انجامید، متهم کرد. بی‌بی‌سی، سی‌ان‌ان
- مرگ فرزند رئیس جمهور چاد

جسد براهیم دبی، پسر رئیس جمهور چاد، در پارکینگ خانه‌اش در نزدیکی پاریس پیدا شد. سی‌ان‌ان بایگانی‌شده  در ۸ ژوئیه ۲۰۰۷ توسط Wayback Machine
- ترور توریست‌های اسپانیایی

انفجار بمبی در یمن به کشته‌شدن دستکم ۹ نفر انجامید. بی‌بی‌سی، سی‌ان‌ان بایگانی‌شده  در ۶ ژوئیه ۲۰۰۷ توسط Wayback Machine

## یک‌شنبه: ‎۱۰ تیر۱۳۸۶(۱ ژوئیه۲۰۰۷)
- سفر پوتین به آمریکا

ولادیمیر پوتین، برای دیدار و گفت‌و گویی دو روزه با همتای آمریکایی خود، جورج دبلیو بوش، به آمریکا سفر کرد. دویچه وله
- ریاست دوره‌ای پرتغال بر اتحادیه اروپا آغاز شد

با به پایان رسیدن دوره ۶ ماهه ریاست دوره‌ای آلمان بر اتحادیه اروپا، از امروز (اول ژوئیه ۲۰۰۷) پرتغال عهده‌دار این سمت خواهد شد. دویچه وله
- تلفات بمباران هوایی در افغانستان

بمباران هوایی نیروهای آمریکایی در جنوب افغانستان به کشته‌شدن ۱۰۷ نفر منجر شد. سی‌ان‌ان

## شنبه: ‎۹ تیر۱۳۸۶(۳۰ ژوئن۲۰۰۷)
- حمله هوایی نیروهای ائتلاف در جنوب افغانستان ۳۰ کشته یا زخمی برجای گذاشت

به گفته یک مقام افغان، حمله هوایی روز شنبه نیروهای ائتلاف در جنوب افغانستان موجب کشته و زخمی شدن ۳۰ تن شد که در میان آنان زنان و کودکان دیده می‌شوند. ایلنا
- دو سرباز آمریکایی برای قتل عمد سه عراقی به زندان نظامی آمریکا در کویت فرستاده شدند

ارتش آمریکا در بیانیه‌ای اعلام کرد، دو سرباز این کشور به کشتن سه عراقی در دو رویداد جداگانه و نهادن سلاح بر روی جسد قربانیان متهم شدند. ایلنا

## جمعه: ‎۸ تیر۱۳۸۶(۲۹ ژوئن۲۰۰۷)
- پلیس بریتانیا یک بمب را در مرکز لندن خنثی کرد

پلیس لندن در بیانیه‌ای اعلام‌کرد که مأموران خنثی‌سازی بمب، صبح امروز برای بازرسی یک اتومبیل پارک‌شده به «های‌مارکت» یکی از شلوغ‌ترین خیابان‌های لندن رفتند و مأموران پس از این بازرسی یک وسیله احتمالاً انفجاری را از درون اتومبیل کشف و خنثی کردند.سی‌ان‌ان، ایلنا
- نخست‌وزیر ساحل عاج از حمله موشکی جان سالم به در برد

نخست‌وزیر ساحل عاج از حمله به هواپیمای وی جان سالم به در برد اما سه نفر از همراهانش کشته شدند.خبرگزاری فارس

## پنج‌شنبه: ‎۷ تیر۱۳۸۶(۲۸ ژوئن۲۰۰۷)
- حجازی رسماً سرمربی استقلال شد

سخنگوی هیئت مدیره باشگاه استقلال تهران گفت: در جلسه امشب این باشگاه برنامه ناصر حجازی برای فصل آینده تقدیم هیئت مدیره شد و اعضا با اکثریت آرا به سرمربیگری وی رأی دادند.خبرگزاری فارس
- انفجار در سامرا و بغداد ۱۲ کشته برجای گذاشت

بر اثر دو انفجار جداگانه در شهر سامرا و بغداد، ۱۲ نفر کشته و ۱۰ نفر دیگر زخمی شدند.خبرگزاری فارس

## چهارشنبه: ‎۶ تیر۱۳۸۶(۲۷ ژوئن۲۰۰۷)
- هرج و مرج در اولین ساعات سهمیه‌بندی بنزین

بر اثر مخالفت با طرح سهمیه‌بندی بنزین در ایران، چند جایگاه پمپ بنزین در تهران به آتش کشییده شد. بی‌بی‌سی فارسی
- تلفات سیلاب در پاکستان

توفان و سیلاب در استان بلوچستان پاکستان دستکم ۱۰ کشته بر جای گذاشت. سی‌ان‌ان

## سه‌شنبه: ‎۵ تیر۱۳۸۶(۲۶ ژوئن۲۰۰۷)
- طرح سهمیه‌بندی بنزین در ایران به اجرا گذاشته شد

شرکت ملی پالایش و پخش فراورده‌های نفتی ایران اعلام کرد که از ساعت ۰۰:۰۰ (به وقت تهران) چهارشنبه ۶ تیر ۱۳۸۶، بنزین به‌صورت سهمیه‌بندی توزیع می‌شود. بی‌بی‌سی فارسی، ایسنا، ایسنا

## دوشنبه: ‎۴ تیر۱۳۸۶(۲۵ ژوئن۲۰۰۷)
- درگذشت مهستی

مهستی خواننده موسیقی پاپ ایرانی پس از یک دوره بیماری درگذشت. رادیو زمانه، بی‌بی‌سی فارسی
- حمله به سران قبایل سنی

انفجار بمب در جلسه چند قبیلهٔ سنی مخالف القاعده در عراق به کشته‌شدن ۱۲ نفر انجامید. نیویورک تایمز

## یک‌شنبه: ‎۳ تیر۱۳۸۶(۲۴ ژوئن۲۰۰۷)
- صدور حکم اعدام علی شیمیایی

دادگاه عراق علی حسن المجید، معروف به علی شیمیایی را به دلیل دست‌داشتن در قتل هزاران کرد به اعدام محکوم کرد. سی‌ان‌ان، بی‌بی‌سی
- کشته‌شدن صلحبانان اسپانیایی

انفجار بمبی در جنوب لبنان موجب کشته‌شدن ۶ صلحبان اسپانیایی سازمان ملل متحد شد. سی‌ان‌ان، بی‌بی‌سی فارسی
- رهبر جدید حزب کارگر

گوردون براون، وزیر خزانه‌داری دولت بریتانیا، به عنوان رهبر حزب کارگر انگلیس انتخاب شد تا به رهبری ۱۰ ساله تونی بلر بر این حزب خاتمه دهد. سی‌ان‌ان بایگانی‌شده  در ۱۱ ژوئیه ۲۰۰۷ توسط Wayback Machine

## شنبه: ‎۲ تیر۱۳۸۶(۲۳ ژوئن۲۰۰۷)
- تلفات توفان‌های موسمی

دستکم ۲۲۸ نفر در کراچی بر اثر سیل و خراب‌شدن ساختمان‌ها جان باختند. بی‌بی‌سی فارسی، سی‌ان‌ان

## جمعه: ‎۱ تیر۱۳۸۶(۲۲ ژوئن۲۰۰۷)
- نامه ۵۷ استاد اقتصاد دانشگاه‌های ایران به احمدی نژاد

گروهی از استادان اقتصاد دانشگاه‌های ایران در نامه‌ای به محمود احمدی‌نژاد، رئیس‌جمهور نظام اسلامی ایران «شرایط اقتصادی کشور و سیاست‌های دولت» وی را مورد انتقاد قرار دادند. بازتاب
- ۲۵ غیرنظامی افغان در حمله هوایی ناتو کشته شدند

بر اثر حمله هوایی شبانه اشتباه نیروهای ناتو (سازمان پیمان آتلانتیک شمالی) در جنوب افغانستان که ۲ تا ۳ منزل مسکونی را هدف قرار دادند، ۲۵ غیرنظامی کشته شدند. خبرگزاری مهر، بی‌بی‌سی فارسی